# Nancheng, Dongguan
Nancheng är ett stadsdelsdistrikt och säte för stadsfullmäktige i staden Dongguan i provinsen Guangdong i sydöstra Kina.